# 阿桑加羅省
阿桑加羅省（西班牙語：Provincia de Azángaro），是秘魯的省份，位於該國東南部普諾大區，首府是阿桑加羅，始建於1825年6月21日，海拔高度3,850米，面積4,970平方公里，2007年人口136,829，人口密度每平方公里27.53人。